# Partido Democrático Cívico
El Partido Democrático Cívico (en checo: Občanská demokratická strana - ODS) es un partido político liberal-conservador de la República Checa. Fue fundado en 1991 por Václav Klaus y actualmente está presidido por Petr Fiala. Forma parte de la Unión Internacional Demócrata y Partido de los Conservadores y Reformistas Europeos. 
En las elecciones generales de 2017 el principal partido conservador checo que atravesaba momentos difíciles en los últimos años logró recuperarse como segunda fuerza del país logrando el 11 % de los votos (24 escaños). El partido ganador de las elecciones fue la Alianza de Ciudadanos Descontentos (ANO).

## Resultados electorales

### Elecciones legislativas
|  | 29,73 % |

|  | 29,62 % |

|  | 27,74 % |

|  | 24,47 % |

|  | 35,38 % |

|  | 20,22 % |

|  | 7,72 % |

|  | 11,32 % |

|  | 27,79 % |

aEn coalición con KDS.
bDentro de la coalición Spolu.